# كأس تونس 1960–61
كأس تونس لكرة القدم 1960-1961 هو الموسم رقم 6 منذ الاستقلال وال31 منذ إنشائه من كأس تونس لكرة القدم.

فاز بهذا الموسم المستقبل الرياضي بالمرسى، وجاء ثانيا الملعب التونسي.

## روابط خارجية
- الموقع الرسمي للجامعة التونسية لكرة القدم.